# Serpentaire du Congo
Vous lisez un « bon article » labellisé en 2013.
Dryotriorchis spectabilis
Genre
Espèce
Synonymes
- Astur spectabilis Schlegel, 1863 (protonyme)

Statut de conservation UICN

 LC  : Préoccupation mineure
Statut CITES
Le Serpentaire du Congo (Dryotriorchis spectabilis) est une espèce d'oiseaux de la famille des Accipitridae. Ce rapace est un oiseau de taille moyenne, avec des ailes courtes et arrondies et une longue queue arrondie. Le dos est coloré de différents tons de brun et l'animal possède une petite crête. Sa poitrine, blanche avec une teinte rousse variable, est couverte de taches rondes noirâtres chez la sous-espèce type. La sous-espèce C. s. batesi n'arbore ces points que sur les flancs. Le Serpentaire du Congo ressemble à l'Aigle de Cassin (Aquila africana) et quelques ornithologues pensent que cette ressemblance est un des rares exemples de mimétisme aviaire. C'est un rapace très bruyant et, souvent, l'une des espèces les plus entendues dans son habitat. Cet oiseau se nourrit de serpents, de caméléons et de crapauds, qu'il chasse en fondant sur ses proies depuis un perchoir situé dans le sous-bois des forêts. Son excellente vue lui permet de chasser dans la forêt sombre. On connaît très peu ses habitudes de reproduction ; l'espèce est supposée se reproduire de juin à décembre.
Le Serpentaire du Congo vit dans l'ouest et le centre de l'Afrique, son aire de répartition s'étendant depuis la Sierra Leone à l'ouest jusqu'à l'Angola au sud et à la République démocratique du Congo à l'est. Il vit dans les forêts guinéennes supérieures et inférieures (forêts tropicales denses). Il chasse dans les sous-bois sombres de ces forêts. Seules deux sous-espèces, spectabilis et batesi, sont reconnues. Le Serpentaire du Congo est considéré comme espèce de « préoccupation mineure » par l'Union internationale pour la conservation de la nature en raison de sa grande aire de répartition et de sa population importante.

## Description

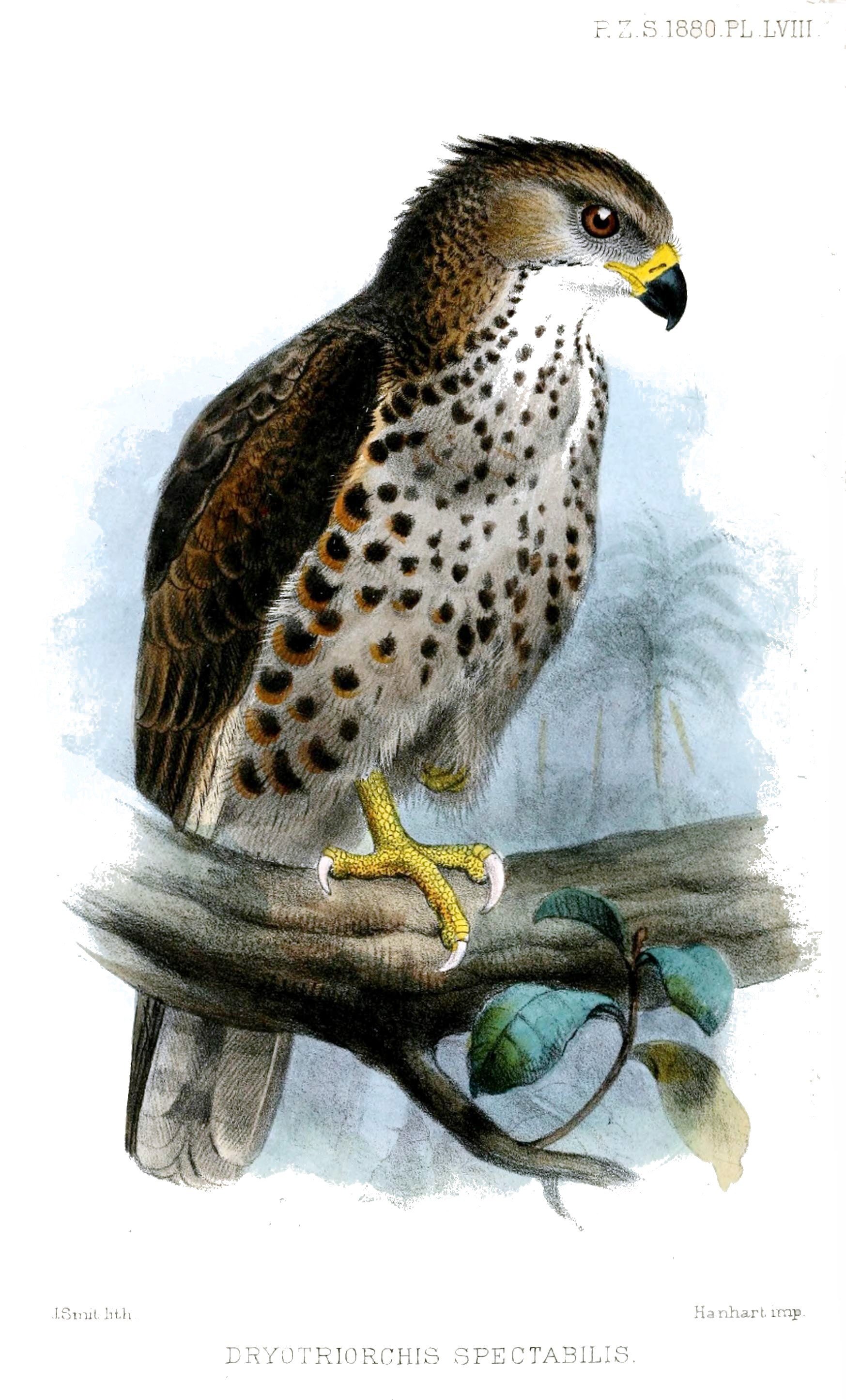
Dessin d'une femelle par Joseph Smit.

Ce serpentaire est une espèce de taille moyenne, avec des ailes fines, courtes et arrondies et une longue queue arrondie. Le Serpentaire du Congo mesure de 54 à 60 centimètres de long, la queue contribuant pour 24,5 à 26,8 centimètres. L'envergure est de 94 à 106 centimètres. L'adulte de la sous-espèce nominale, D. s. spectabilis, a la calotte et le haut du cou brun-noirâtre tandis que les côtés du cou et un large collier sont brun-roux sombre. Le reste des parties supérieures est d'un brun-chocolat foncé. Les plumes sur le sommet de la tête sont légèrement pointues, ce qui confère à l'oiseau comme une ébauche de crête. Les joues sont brun clair tandis que la gorge est blanche avec des stries chamois. Les yeux sont grands, brun foncé ou gris chez les femelles et jaunes chez les mâles ; le bec est court mais profond,, avec une raie médiane noire. Les parties inférieures de l'oiseau sont globalement blanches avec des quantités variables de roux et de grandes taches rondes et noirâtres. Les cuisses du Serpentaire du Congo sont barrées de sépia-brun et de blanc, tandis que les sous-caudales sont blanches. Le dessous de l'aile est en grande partie blanc, avec quelques taches noires et une coloration brune. La queue est brun clair, avec cinq à six grandes barres noires. Les griffes sont courtes et pointues, et les pattes sont jaunes. Les deux sexes sont d'apparence semblable, bien que les femelles soient environ trois pour cent plus grandes que les mâles. Les immatures ont une calotte et un manteau blancs, tandis que le haut du dos présente des taches brunes ou noires qui disparaissent avec l'âge. Les ailes et la queue sont brun grisâtre, plus pâles que celles des adultes et plus sombrement barrées.
D. s. batesi ressemble à la sous-espèce type ; elle est cependant plus marron et pâle dans le dos, tandis que les taches de la poitrine chez D. s. spectabilis n'apparaissent que sur les flancs de cette seconde sous-espèce. L'immature a des points sur la poitrine, qui disparaissent avec l'âge.

## Écologie et comportement
Le Serpentaire du Congo est un oiseau très bruyant et l'un des oiseaux qui se font le plus entendre dans son aire de répartition. Il produit un miaulement semblable à celui d'un chat ainsi qu'un cow-cow-cow faible, triste et nasal qu'il espace et répète sur des temps prolongés,. Entendu à longue distance, l'appel de cet oiseau a été comparé par certains ornithologues à celui d'un touraco.
On connaît mal le comportement du Serpentaire du Congo. Il vit dans les sous-bois de son habitat et, parfois, se perche sur les branches inférieures des grands arbres. Il vit seul ou en couple. Cet oiseau est connu pour chasser des reptiles, comme les serpents ou les caméléons, des crapauds et potentiellement des petits mammifères,. Il chasse en fondant sur sa proie au sol depuis un perchoir peu élevé ; il peut frapper sa proie à plusieurs reprises avec ses pattes. Ce serpentaire peut également saisir des proies sur le feuillage. De grands yeux permettent à cette espèce de chasser par faible luminosité, même si elle est diurne,. Les études sur les yeux de cet oiseau ont montré qu'ils avaient environ deux fois la résolution visuelle d'un humain. Le Serpentaire du Congo se reproduit probablement d'octobre à décembre au Gabon et de juin à novembre en République démocratique du Congo.

## Répartition et habitat

répartition

Le Serpentaire du Congo vit en Afrique équatoriale : dans le Sud de la Sierra Leone et de la Guinée, au Liberia et dans le Sud de la Côte d'Ivoire et du Ghana. Il vit également dans le Sud du Nigeria et de la République centrafricaine, vers le sud-est dans le Nord et l'Est de la République démocratique du Congo et vers le sud-ouest au Gabon et dans le Nord de la République du Congo. Il existe également une population isolée dans le Nord de l'Angola. D. s. spectabilis vit dans les forêts guinéennes supérieures depuis le Liberia jusqu'au Nord du Cameroun, tandis que D. s. batesi vit dans les forêts guinéennes inférieures, depuis le Sud du Cameroun, à travers le Gabon jusqu'à l'Ouest de l'Ouganda. Son aire de répartition couvre 2 880 000 km2. L'espèce vit dans les sous-bois sombres de la forêt primaire dense au-dessous de 900 mètres d'altitude,. Comme l'oiseau est adapté aux forêts denses, il ne l'est pas aux forêts secondaires ou aux plantations. Le Serpentaire du Congo ne migre pas, mais on ignore s'il est localement nomade ou pas.

## Taxinomie et systématique
- Circaetinae
  - Spilornis
  - 
    - Pithecophaga
    - 
      - Terathopius ecaudatus
      - 
        - 
          - Circaetus cinerascens
          - Circaetus fasciolatus

        - 
          - Dryotriorchis spectabilis
          - 
            - Circaetus pectoralis
            - 
              - Circaetus cinereus
              - Circaetus gallicus

Le Serpentaire du Congo est initialement décrit en 1863 par l'ornithologiste et herpétologiste allemand Hermann Schlegel sous le protonyme Astur spectabilis, à partir d'un spécimen prélevé près d'Elmina, au Ghana. La dénomination spécifique, spectabilis, signifie en latin « visible, remarquable ». Schlegel publie sa description dans Nederlandsch Tijdschrift voor De Dierkunde (le journal de zoologie néerlandais), et place cette espèce avec les autours, en hésitant également avec le genre Herpetotheres,. En 1874, George Ernest Shelley, qui a accès à davantage de spécimens, se rend compte que cet oiseau n'est pas un autour et déplace l'espèce dans son genre monotypique propre, Dryotriorchis. Ce genre se distingue par ses ailes courtes, sa longue queue, sa courte crête et ses narines ovales. Le nom de genre vient du grec ancien δρυο (dryo), « chêne » et de τριόρχης (triórkhēs) latinisé, désignant certains rapaces chez Aristote et Théophraste et signifiant littéralement « qui a trois testicules », d'après une confusion probable d'une surrénale avec un organe de la génération. En 2007, une étude phylogénétique des Accipitridae montre que le genre Circaetus est paraphylétique, et propose d'y intégrer le Serpentaire du Congo pour rétablir la monophylie du genre ; ce changement est temporairement pris en compte par le Congrès ornithologique international de fin janvier 2013 à 2018.

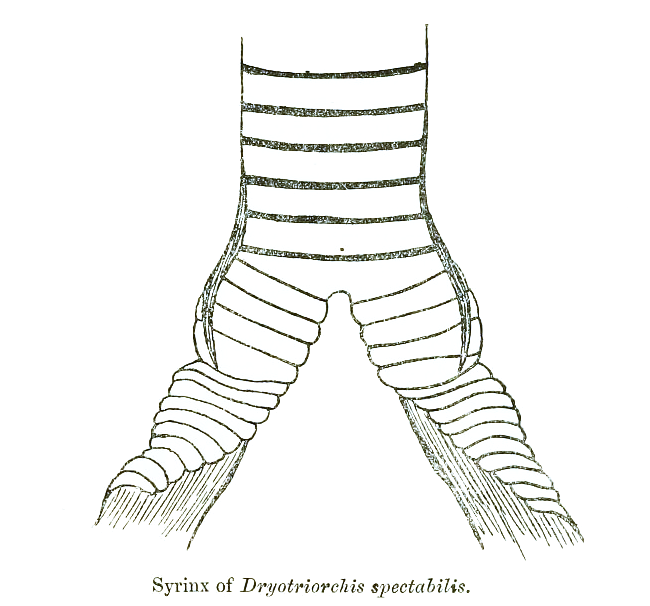
Morphologie de la syrinx du Serpentaire du Congo.

Avant l'analyse moléculaire de 2007, on savait déjà que le genre Dryotriorchis était plus étroitement lié à Circaetus que Terathopius, et l'on pensait qu'il représentait peut-être un lien entre ces derniers et les espèces du genre asiatique Spilornis. La morphologie de la syrinx est nettement différente des autours du genre Accipiter mais elle présente des caractéristiques similaires au genre Nisaetus.
D'après la classification de référence (version 14.1, 2024) de l'Union internationale des ornithologues, le Serpentaire du Congo possède 2 sous-espèces (ordre philogénique) :
- Dryotriorchis spectabilis spectabilis (Schlegel, 1863), la sous-espèce type, vivant depuis la Sierra Leone et le Liberia jusqu'au Nord du Cameroun[19] ;
- Dryotriorchis spectabilis batesi Sharpe, 1904, décrite par Richard Bowdler Sharpe pour son absence de taches sur la poitrine, et ainsi nommée en l'honneur de G.L. Bates, qui lui a envoyé des spécimens en provenance du Cameroun[7]. Elle vit dans le Sud du Cameroun jusqu'au Sud du Soudan, le centre de la République démocratique du Congo et le Nord-Ouest de l'Angola[19].

Le Serpentaire du Congo ressemble superficiellement en plumage et en taille à l'Aigle de Cassin (Aquila africana), dont l'aire de répartition chevauche celle du serpentaire. Il a été suggéré que le Serpentaire du Congo avait évolué pour imiter cet aigle. Cette adaptation pourrait éventuellement l'avantager en piégeant ses proies reptiliennes, qui ne fuiraient pas à son passage. La prédation et/ou le harcèlement que subit le serpentaire de la part de certains oiseaux pourraient également être diminués grâce à sa ressemblance avec un prédateur de ces derniers. C. s. spectabilis ressemble plus à l'Aigle de Cassin immature, tandis que C. s. batesi ressemble à l'adulte. Il s'agirait alors d'un des rares exemples présumés de mimétisme aviaire.

## Menaces et conservation
La population du Serpentaire du Congo est en déclin en raison de la déforestation. L'oiseau est cependant répertorié comme espèce de « préoccupation mineure » par l'Union internationale pour la conservation de la nature en raison de sa grande population de plus de 10 000 adultes et de sa vaste aire de répartition,. Cette espèce a été gardée comme animal de compagnie dans les années 1970, et était même disponible dans certains magasins d'animaux. Le Serpentaire du Congo figure sur un timbre de 1996 du Zaïre (aujourd'hui République démocratique du Congo) sous le nom d'« Aigle du Congo », et la sous-espèce batesi sur un timbre de 1996 de la Tanzanie.